# Benjamin Brafman
Pour les articles homonymes, voir Brafman.
Benjamin « Ben » Brafman (né le 21 juillet 1948 à New York) est un avocat pénaliste américain. Il travaille au sein de son propre cabinet, Brafman & Associates (« Brafman & Associés »), situé au 767 de la 3e Avenue à New York.
Benjamin Brafman est diplômé de droit de l'université de l'Ohio. Il est notamment connu pour avoir défendu ou défendre des clients fortunés et célèbres tels que Sean J. Combs, Jay-Z, Peter Gatien (en), Dominique Strauss-Kahn, Martin Shkreli et Harvey Weinstein,.

## Biographie
Issu d'une famille juive orthodoxe de survivants de l'Holocauste, Benjamin Brafman a grandi à Brooklyn, dans le quartier de Crown Heights.
En mai 2011, il est l'un des deux avocats choisis par Dominique Strauss-Kahn pour assurer sa défense face à Nafissatou Diallo dans l'affaire Dominique Strauss-Kahn.
En 2016, il devient l'avocat de Martin Shkreli, qui s'est fait connaître pour avoir fait flamber le prix d'un médicament d’un facteur 55, le Daraprim, faisant passer le prix de 13,5$ à 750$ et créant ainsi un scandale aux États-Unis et dans le reste du monde,.
Début novembre 2017, il est choisi par Harvey Weinstein pour le représenter dans les affaires d'agressions sexuelles qui concernent ce dernier. En janvier 2019, il renonce à la représentation d'Harvey Weinstein dans le procès précité.